# Aralez (mitologia)

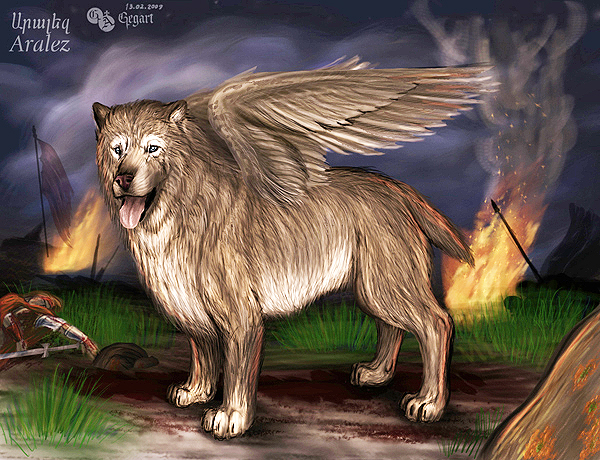
Descrição artística do aralez

Aralez (em armênio antigo: արալէզ, արալեզ; plural: արալէզք, aralēzkʿ), também chamado de arlez (առլեզ) ou aralez (յարալէզ, yaralez), são criaturas aladas semelhantes a cães ou espíritos na mitologia armênia que descem para lamber as feridas de heróis mortos para ressuscitá-los. São mais proeminentemente associados à história do lendário rei Ara, o Belo. De acordo com esta lenda, a rainha assíria Semíramis (Xamirã) convocou os aralezes para lamber as feridas e reviver Ara depois que ele foi morto em batalha. Pela interpretação popular, esta foi a origem da palavra aralez, do nome "Ara" e lez, a raiz da palavra lizel, "lamber". De acordo com a história armênia atribuída a Fausto, o Bizantino, depois que Musel I foi morto, seus parentes colocaram seu cadáver numa torre, esperando que os aralezes o revivessem. Isso indica que a crença nos aralezes ainda era atual na Armênia dos séculos IV e V, após a cristianização do país. Foi sugerido que estruturas semelhantes a torres na Armênia e na Anatólia podem ter sido associadas à crença nos aralezes.

## Etimologia
A etimologia da palavra aralez é contestada. Interpretações da palavra como sendo composta do nome "Ara (o Belo)" e lez, ou har ('eternamente') e lez são consideradas etimologias populares.